# Wolfgang Hohlbein

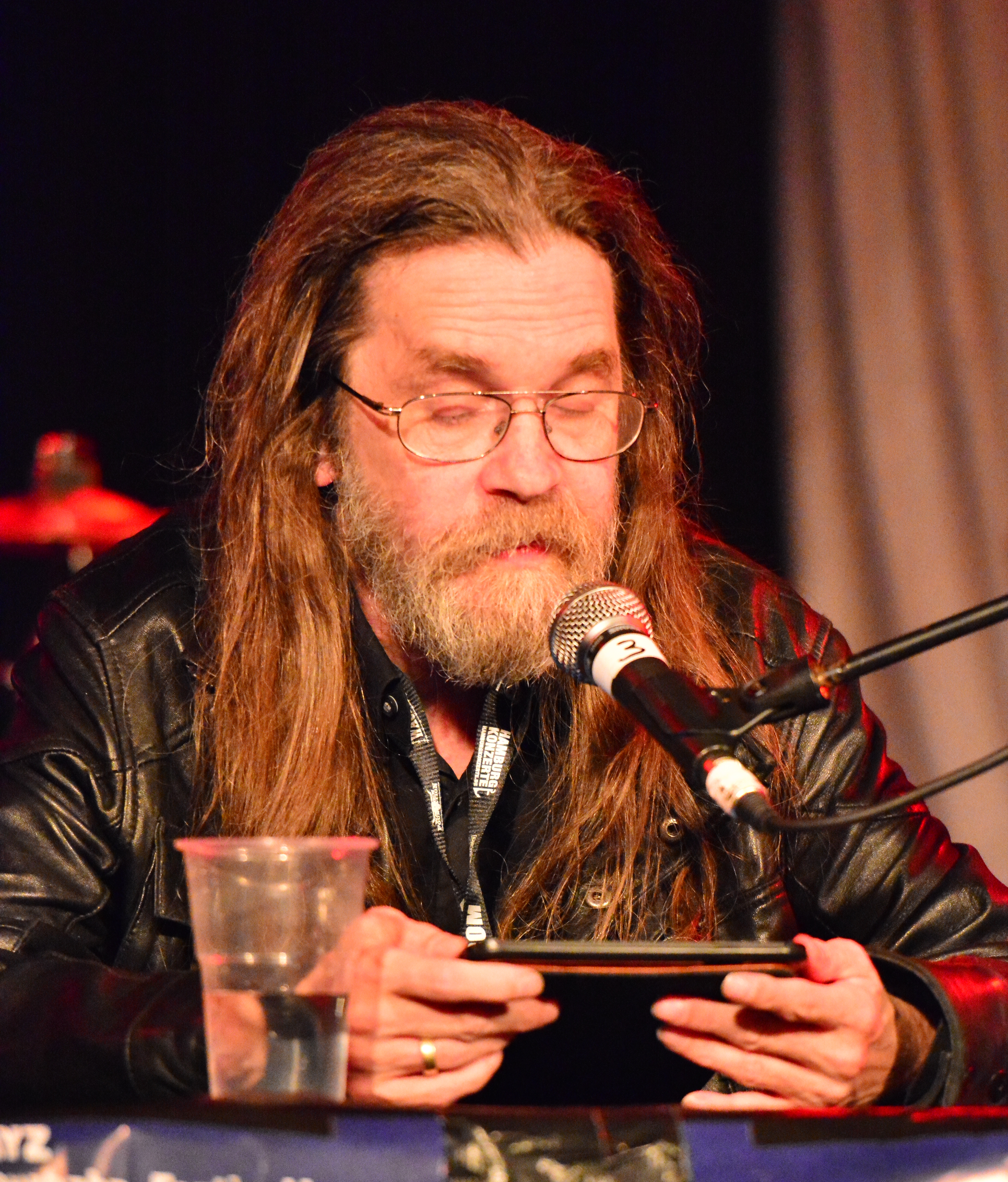
Wolfgang Hohlbein bei den Hamburg Metal Dayz 2014

Wolfgang Hohlbein (* 15. August 1953 in Weimar) ist ein deutscher Schriftsteller. Er schreibt in den Genres Horror, Science-Fiction und Fantasy. Mit rund 43 Millionen verkauften Büchern zählt er zu den erfolgreichsten Autoren Deutschlands.

## Biographie
Hohlbein wurde als Sohn eines Kfz-Schlossers geboren und wuchs in Krefeld auf. Nach der Schulzeit machte er eine Ausbildung zum Industriekaufmann und arbeitete als Operator. Mit dem Schreiben begann er während seiner Nachtschichten. Anfangs schrieb er Kurzgeschichten, danach Heftromane in den Genres Horror und Wildwest. Er veröffentlichte seine Werke zunächst unter zahlreichen Pseudonymen. Karl-Ulrich Burgdorf empfahl ihn dem Bastei-Verlag, der seine Kurzgeschichten und Heftromane veröffentlichte. Hier erschien 1981 Hohlbeins erster Roman für die Heftreihe Professor Zamorra.
1982 gewann Hohlbein beim Wettbewerb des Ueberreuter-Verlags den ersten Preis für den Fantasy-Roman Märchenmond, der außerdem mehrfach mit Publikumspreisen wie dem Phantastik-Preis der Stadt Wetzlar und dem Preis der Leseratten ausgezeichnet wurde. Das Buch wurde national und international ein großer Erfolg und verhalf Hohlbein zum Durchbruch als Schriftsteller. Märchenmond wurde 2006 als erstes seiner Bücher in den USA veröffentlicht und 2010 in Hildesheim als Musical uraufgeführt.
Seitdem veröffentlichte Hohlbein mehr als 200 Bücher, die in 34 Sprachen übersetzt wurden, oft in Zusammenarbeit mit seiner Frau. Er gilt als der meistgelesene deutschsprachige Fantasy- und Science-Fiction-Autor.
Nach Hohlbein wurde ein Literaturpreis benannt, der Wolfgang-Hohlbein-Preis.

## Verfilmungen
2009 verfilmte Regisseur Andreas Z. Simon die Kurzgeschichte Kunibert – Der Drachentöter mit Hohlbein als Erzähler, die als Kurzfilm im Rahmen von Tabaluga tivi im ZDF ausgestrahlt wurde. Das gleichnamige Buch dazu enthielt neben der Kurzgeschichte noch 35, von Kindern geschriebene, Fortsetzungen. Ein Teil des Verkaufserlöses kam der Tabaluga-Stiftung zugute, die sich für traumatisierte Kinder einsetzt.
2013 und 2014 wurde auf RTL II die Doku-Soap Die Hohlbeins – Eine total fantastische Familie ausgestrahlt, in der die Familie Hohlbein bei Alltag und Arbeit begleitet wurden.
Die Fernsehserie Der Greif (2023) von Amazon Prime Video basiert auf dem gleichnamigen Roman von Wolfgang und Heike Hohlbein aus dem Jahr 1989.
2024 lief in den deutschen Kinos die Verfilmung des Romans Hagen von Tronje mit dem Titel Hagen – Im Tal der Nibelungen an, eine Ausstrahlung auf RTL+ als Miniserie wurde angekündigt. Regie führen Cyrill Boss und Philipp Stennert.

## Privates
Hohlbein ist mit Heike Hohlbein verheiratet, mit der er sechs Kinder hat. Seine Tochter Rebecca hat inzwischen ebenfalls mehrere Bücher verfasst.

## Pseudonyme
Hohlbein veröffentlichte einige seiner Bücher und Heftromane unter folgenden Pseudonymen: Angela Bonella, Wolfgang Eschenloh, Martin Heidner, Michael Marks, Raven, Jack Vernom, Henry Wolf, Ryder Delgado (zusammen mit Martin Eisele), Martin Hollburg (zusammen mit Martin Eisele und Karl-Ulrich Burgdorf), Robert Craven, Jerry Cotton, Robert Lamont und Jason McCloud.